# Mădăraș (Harghita)
Mădăraș é uma comuna romena localizada no distrito de Harghita, na região histórica da Transilvânia. A comuna possui uma área de 66.00 km² e sua população era de 2192 habitantes segundo o censo de 2007.